# Khungri
Khungri (nep. खुंग्री) – gaun wikas samiti w zachodniej części Nepalu w strefie Rapti w dystrykcie Rolpa. Według nepalskiego spisu powszechnego z 2011 roku liczył on 910 gospodarstw domowych i 4168 mieszkańców (2411 kobiet i 1757 mężczyzn).